# Byblis frigidis
Byblis frigidis är en kräftdjursart som beskrevs av Coyle och Highsmith 1989. Byblis frigidis ingår i släktet Byblis och familjen Ampeliscidae. Inga underarter finns listade i Catalogue of Life.